# Ars Combinatoria
Ars Combinatoria is een internationaal, aan collegiale toetsing onderworpen wetenschappelijk tijdschrift op het gebied van de wiskunde. Het wordt uitgegeven door het Canadese Charles Babbage Research Centre en verschijnt 5 keer per jaar.